# 分枝列当
分枝列当（学名：Orobanche aegyptiaca）为列当科列当属下的一个种。